# Кубок Балтики 2001
Кубок Балтики 2001 — 34-й міжнародний хокейний турнір у Росії, проходив 18—22 грудня 2001 року в Москві у рамках Єврохокейтуру.

## Результати та таблиця
| 1. | Чехія     | ***     | 4:0      | 4:3 жр*  | 4:2      | 3 | 2 | 1 | 0 | 0 | 12:5 | 8 |
| 2. | Росія     | 0:4     | ***      | 3:1      | 3:2 бул. | 3 | 1 | 1 | 0 | 1 | 6:7  | 5 |
| 3. | Швеція    | 3:4 жр* | 1:3      | ***      | 4:3 бул. | 3 | 0 | 1 | 1 | 1 | 8:10 | 3 |
| 4. | Фінляндія | 2:4     | 2:3 бул. | 3:4 бул. | ***      | 3 | 0 | 0 | 2 | 1 | 7:11 | 2 |

М — підсумкове місце, І — матчі, В — перемоги, ВБ — перемога по булітах, ПБ — поразка по булітах, П — поразки, Ш — закинуті та пропущені шайби, О — очки
Матч збірних Швеції та Чехії закінчився скандалом, після нічиї в основний час за регламентом пробивались буліти, але переможця виявили за жеребом всупереч регламенту.

## Найкращі гравці турніру
| Воротар             | Їржі Трвай    |
| Захисники           | Ронні Сундін  |
| Нападники           | Павло Торгаєв |
| Найцінніший гравець | Петр Чаянек   |

## Найкращі бомбардири
| Місце | Гравці       | Голи | Паси | Очки |
| ----- | ------------ | ---- | ---- | ---- |
| 1.    | Петр Чаянек  | 1    | 3    | 4    |
| 2.    | Лассе Піретя | 0    | 4    | 4    |
| 3.    | Павел Роса   | 2    | 1    | 3    |
| 3.    | Йонас Йонсон | 2    | 1    | 3    |